# Ricardo Urgell Carreras
Ricardo Urgell Carreras (n. 20 septembrie 1873, Barcelona, Catalonia, Spania – d. 6 iulie 1924, Barcelona, Catalonia, Spania) a fost un pictor spaniol. A fost fiul pictorului peisagist modernist Modest Urgell.

## Carieră

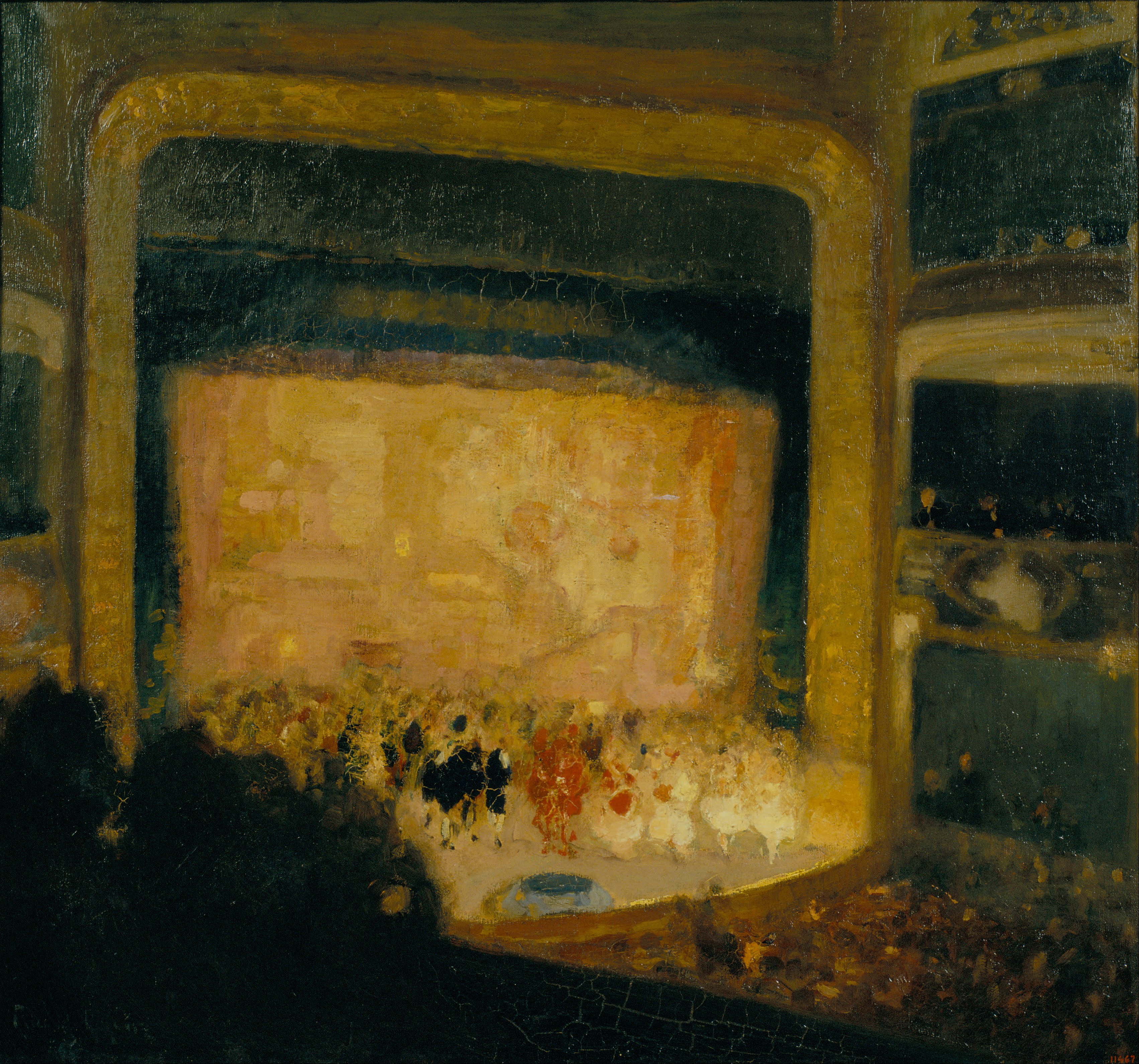
Ricard Urgell - Opera - Google Art Project

Născut la Barcelona, formarea sa artistică a început în atelierul tatălui său. În 1888 și-a expus arta pentru prima dată în secțiunea de artă a Expoziției Universale de la Barcelona, iar la sfârșitul aceluiași an a expus la Sala Parés⁠(d) din Barcelona. Aceasta avea să fie prima dintr-o lungă serie de expoziții în acea galerie de-a lungul vieții sale.
În 1895 a devenit student la Școala de la Lonja din Barcelona. În același an, a obținut a doua medalie la Expoziția de plante și flori din orașul său natal. În 1897 a expus la Expoziția Națională de Arte Plastice din Madrid, câștigând o a treia medalie cu lucrarea sa intitulată „Gaudeamus”.
În 1900 a participat la prima expoziție a Societat Artistica i Literària de Catalunya, un grup artistic comercial promovat de tatăl său și de pictorii Lluís Graner⁠(d) și Enric Galwey⁠(d). În anul următor, Carreras a fost numit profesor auxiliar la Școala de la Lonja din Barcelona. În 1903 s-a căsătorit cu Rosa Esplugas, fiica unuia dintre cei mai importanți fotografi locali, Antonio Esplugas. În 1906 s-a născut fiul său Josep Maria Urgell.
În 1907 a obținut a doua medalie la Expoziția Internațională de Arte Frumoase de la Barcelona, cu una dintre cele mai ambițioase lucrări ale sale, „În primele ore ale pieței”. De asemenea, în 1908 a obținut o mențiune de onoare la Expoziția Națională de Arte Frumoase de la Madrid și a treia medalie la ediția din 1910. De asemenea, a câștigat a treia medalie la Expoziția Internațională de la Buenos Aires din 1910 cu lucrarea sa „El bolsín”.
A câștigat o medalie la Expoziția Universală de la Bruxelles și la Sala Société des Artistes Français din Paris. În 1911, a câștigat cea mai înaltă decorație la cea de a VI-a Expoziție de Arte Frumoase din Barcelona, cu tabloul intitulat „La filla del carboner”. De asemenea, a expus în diverse spații din Barcelona (Sala Parés, Cercle Artístic, Galeries Laietanes etc.), la Londra, Pittsburgh și Madrid. A fost ales ca unul dintre artiștii care să participe la marea expoziție de artă a barocului spaniol până în prezent, desfășurată la Academia Regală din Londra. În 1923, i s-a acordat o sală specială în cadrul Expoziției de primăvară organizată de Consiliul municipal din Barcelona, cu o primire unanimă din partea criticii.
A decedat la Barcelona, în casa lui din cartierul San Gervasio.

## Recepție
Opera sa este reevaluată de criticii moderni; criticii anteriori l-au văzut ca pe un artist de rang secund. Opera sa este deținută în diferite muzee, inclusiv Muzeul Național de Artă din Catalonia și Muzeul și Biblioteca Víctor Balaguer⁠(d). 